# Dourduff (fleuve)
Pour les articles homonymes, voir Dourduff.
Le Dourduff ou Dourdu est le nom d'un cours d'eau français qui coule dans le Trégor, en Bretagne. Il se jette dans la baie de Morlaix.

## Homonymes
D'autres petits cours d'eau bretons portent ce nom : dans le Finistère, le Dourduff, dénommé aussi la « rivière du Buis », prend sa source à l'ouest du bourg de Loqueffret, au niveau des hauteurs de Kerbalaün et du Cosquer, puis sert un moment de limite communale entre Brasparts et Lannédern. C'est un affluent de rive gauche de la Douffine, avec laquelle il conflue en amont de l'ancien moulin du Grand-Pont situé en Pleyben, en limite avec Brasparts. 

## Étymologie
Le nom est breton comme la quasi-totalité de la toponymie ancienne dans la moitié ouest de la Bretagne. Il vient des mots dour, eau, et duff, breton ancien (du en breton moderne) noir. Le mot se prononce dourdu, comme en breton.

## Géographie
D'une longueur de 20,7 km, cet affluent de rive droite de la Rivière de Morlaix a sa source à Plouigneau vers 183 mètres d'altitude, puis  coule entre Garlan sur sa rive gauche et Plouégat-Guérand sur sa rive droite, son bassin hydrographique se situant entre ceux du Douron à l'est et de la Rivière de Morlaix à l'ouest. Il se jette  par un large estuaire de type aber dans celle-ci en un point dénommé en breton An Treiz (« le Passage » en français, dénommé « Passage Bel-Air » sur le cadastre de 1830), car l'absence de pont nécessitait le recours à un passeur pour franchir le Dourduff : il a fallu attendre le chemin de fer pour qu'un pont ferroviaire soit construit (voie ferrée des Chemins de fer armoricains allant de Morlaix à Plestin-les-Grèves) en 1921, qui fut ensuite reconverti en pont routier après la fermeture de la ligne dès 1925. Un autre bac franchissait la Rivière de Morlaix pour atteindre Locquénolé sur sa rive gauche.
Son bassin hydrographique est de 8 340 ha, sa longueur de 19,860 km. À la fin du XIXe siècle, quatorze moulins à farine se trouvaient le long de son cours.
Le Dourduff sert de limite communale entre Morlaix (Ploujean) et Plouezoc'h et a donné son nom à deux hameaux que ce cours d'eau traverse et qui font partie de la commune de Plouezoc'h : « Le Dourduff-en-Terre » en amont et « Le Dourduff-en-Mer », juste à la confluence avec la Rivière de Morlaix.
La formation géologique connue sous l'expression de « brèche du Dourduff » (des poudingues contenant des galets de roches éruptives), incluant des lentilles de calcaire, contenant des fossiles qui ont permis de dater du strunien (passage du dévonien au carbonifère) ces formations géologiques.

## Communes et cantons traversés
Dans le seul département du Finistère, le Dourduff traverse six communes et deux cantons :
- dans le sens amont vers aval : Plouigneau (source), Plouégat-Guérand, Lanmeur, Garlan, Morlaix, Plouezoc'h ;
- soit en termes de cantons, le Dourduff prend source dans le canton de Plouigneau, traverse et conflue dans le canton de Lanmeur.

## Toponymes
Le Dourduff a donné son hydronyme à deux hameaux : Le Dourduff-en-Terre et Le Dourduff-en-Mer.

## Affluents
Le Dourduff a trois affluents référencés, dont le principal est le ruisseau le Quilidien (rg) 6,2 km, dans les trois communes de Plouigneau, Lanmeur et Plouégat-Guérand, avec un affluent de deux kilomètres à Plouigneau.

## Hydrographie
Le Dourduff traverse une seule zone hydrographique de 78 km2. Ce bassin versant sur six communes, a 26 026 habitants sur une superficie de 161 km2 pour une densité de 161,4 hab./km2, à 87 m d'altitude moyenne.

## Le Dourduff-en-Terre

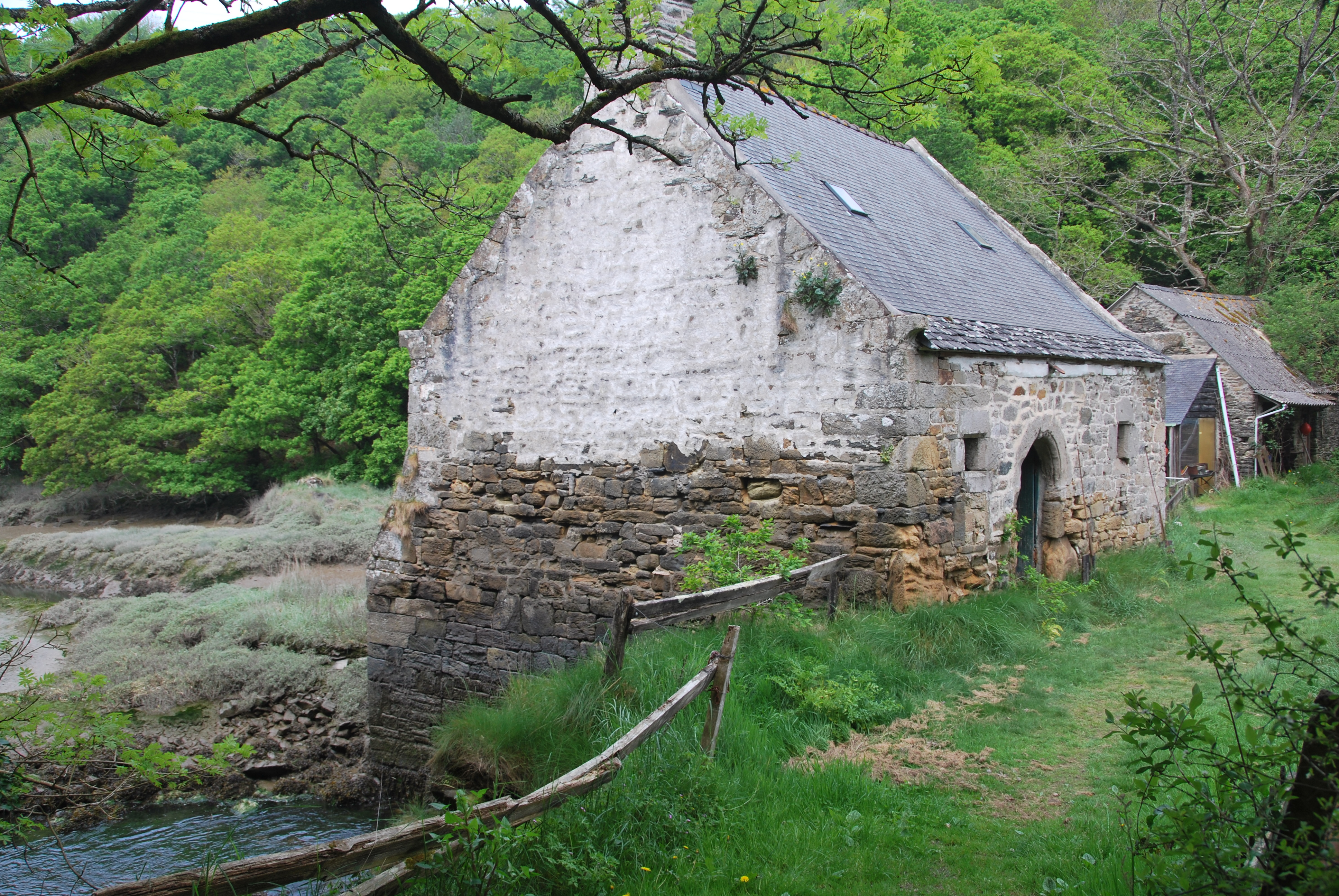
Le moulin à marée de "Melin Vor".

Ce hameau est surtout connu par son moulin à marée dénommé Melin Vor en breton (« moulin de la Mer » en français) dont l'existence est attestée dès 1671. Une des roues est horizontale, finistérienne, tournant à l'eau douce à l'intérieur du moulin, et l'autre roue, verticale, tourne à l'eau de mer de la retenue. Cette association est rare. Ce moulin est classé monument historique par arrêté du 29 août 1988.
- Gaston Laborde a peint en 1961 le Moulin en Bretagne, Dourduff en Terre[13].

En 1880 est achevée la construction du chemin de grande communication no 46 allant de Morlaix à Plougasnou dont le tracé avait été adopté en octobre 1866 ; ce tracé passe par Le Dourduff-en-Terre, tout près de Melin Vor (Moulin à mer), commune de Plouezoc'h, où s'arrête la navigation sur le petit fleuve côtier Le Dourduff et où 6 000 tonnes d'engrais marins (destinés aux communes de Ploujean, Garlan, Plouezoc'h, Plougasnou et Saint-Jean-du-Doigt) étaient alors débarqués chaque année.
La pente forte à proximité du hameau a été de tout temps une source de dangers : par exemple le 10 août 1893, le cheval tirant la voiture du baron de Courcy, qui habitait le château de Tourellon, s'emballe dans la descente du Dourduff-en-Terre, la voiture verse et la belle-sœur du baron est tuée, le baron lui-même et ses enfants grièvement blessé.
Une petite croix, haute de 1,53 mètre, en granite, est accolée au mur d'une maison du hameau et porte une inscription à la mémoire d'Éode Potier de Courcy, décédée à l'âge de 52 ans.